# Troglohya
Troglohya es un género de pseudoscorpiones de la familia Bochicidae. Se distribuyen por México, en las grutas.

## Especies
Según Pseudoscorpions of the World 2.0:
- Troglohya carranzai Beier, 1956
- Troglohya mitchelli Muchmore, 1973

## Publicación original
- Beier, 1956: Neue Troglobionte Pseudoscorpione aus Mexico. Ciencia, México, vol.16, n. 4/6, p.81-85.